# LVMH
Louis Vuitton Moët Hennessy (LVMH) (чит. Моет Еннесі Луї Вюіттон) — французька
компанія, виробник предметів розкоші. Група включає такі торгові марки як Louis Vuitton,
Givenchy, Kenzo, Chaumet, Moet & Chandon, Hennessy, TAG Heuer тощо. Компанія утворена 1987 року шляхом злиття двох компаній — Moet Hennessy і Louis Vuitton, і стала лідером даного сектора ринку (14 % світового обсягу продажів предметів розкоші 2006 року).

## Профіль групи LVMH
Компанія визнана світовим лідером на ринку предметів розкоші. Група LVMH (Moët Hennessy -
Louis Vuitton) включає близько 60 престижних марок і охоплює п'ять сфер:
- Вина та міцні алкогольні напої
- Мода та вироби зі шкіри
- Парфумерна та косметична продукція
- Годинники та ювелірні вироби
- Елітна мережа роздрібної торгівлі

Міжнародна мережа роздрібних продажів налічує близько 2500 магазинів і бутиків у всьому
світі. В компанії — понад 80 000 співробітників, 77 % з яких працюють за межами Франції.
Компанія входить до Федерації виробників косметики (Франція).

## Бернар Арно та історія успіху LVMH
Бернар Арно, повернувшись з США, де він вивчав бізнес-прийоми злиття і поглинання компаній корпораціями, був дуже захоплений масштабами ведення бізнесу у США. В нього виникла доволі амбітна ідея створити компанію, яка б стала світовим лідером з виробництва та продажу предметів розкоші. Свій проєкт він почав реалізовувати у 1988 році, скуповуючи акції недавно утвореної компанії Moet Hennessy Louis Vuitton (LVMH). У 1989 році 40-річний французький підприємець за допомогою банківського кредиту скупив акції LVMH на 1,8 млрд доларів і став володарем 24%-пакету, а в 1990 році став володарем 43 % акцій. Такий пакет дозволяв Бернару Арно де-факто контролювати компанію. Тоді Арно зробив кардинальний крок: звільнив усіх топменеджерів і вирішив сконцентрувати керування в своїх руках. Він вибрав стратегію об'єднання різних торгових марок класу «люкс». Наявність цілого портфеля брендів у руках однієї компанії дозволяла істотно знизити витрати на рекламу. Бернар Арно залучив нових людей. Так, президентом Louis Vuitton став Ів Карсель — талановитий і успішний у текстильній галузі управлінець. Він розробив нову політику просування ексклюзивного бренду, яка полягала ось у чому: поступове поширення шляхом відкриття нових фірмових магазинів у найбільших містах світу. Нова стратегія означала виведення Louis Vuitton та інших елітних брендів з недоступності та перетворення їх у частину споживчого ринку. І це абсолютно відповідало тенденціям початку 1990-х років, коли тяга до розкоші стала загальною модою: люди хотіли виділятися і підняти свій статус за допомогою придбання товарів класу «люкс», долучитися до світу розкоші. Доходи LVMH почали рости. У середині 1990-х Арно влив до складу LVMH будинки моди Givenchy і Celine, виробника годинників TAG Heuer, парфумерну компанію Sephora, постачальників вина Chateau d'Yquem і ряд інших фірм. Покупки йшли одна за одною, і в 2000-ні роки кількість підрозділів LVMH вимірювалася вже десятками, а нині їх близько 60. Стратегію Бернара Арно стали наслідувати й інші компанії: зокрема таку ж колекцію брендів вищого класу почала збирати швейцарська група Richemount. Магазини Арно тепер є в місті Хошимін у В'єтнамі, в столиці Камбоджі Пномпені, в Єкатеринбурзі, Макао і Абу-Дабі. Бернар Арно каже:
|  | Цілком очевидно, що світовою рушійною силою сьогодні є зростання економік Азії і країн, що розвиваються. Ми першими прийшли в Китай. Коли ми там з'явилися, на вулицях ще не було машин — лише велосипеди. |

Тепер у LVMH 35 магазинів у Китаї.

## Фінансові показники
| Моет Хеннесі Луї Віттон                            | 2002   | 2003   | 2004   | 2005   | 2006   | 2007   | 2008   | 2009   | 2010   |
| -------------------------------------------------- | ------ | ------ | ------ | ------ | ------ | ------ | ------ | ------ | ------ |
| Продажі, млрд євро                                 | 12,693 | 11,962 | 12,481 | 13,910 | 15,306 | 16,481 | 17,193 | 17,053 | 20,230 |
| Прибуток до сплати відсотків і податків, млрд євро |        |        |        |        |        | 3,429  | 3,485  | 3,161  | 4,169  |
| Чистий прибуток, млрд євро                         | 0,556  | 0,723  | 1,194  | 1,440  | 1,879  | 2,025  | 2,026  | 1,755  | 3,032  |
| Кількість співробітників                           | 53.812 | 54.960 | 59.210 | 61.088 | 64.253 | 71.885 | 77.087 | 77.302 | 83.500 |

## Компанії групи LVMH
Французький мільярдер Бернар Арно, що очолює LVMH, протягом останніх 20 років будує свою
імперію через злиття і поглинання. Бізнес компанії складається з п'яти сегментів. Нижче
наведений список компаній, що входять до кожного з сегментів групи LVMH та роки їх заснування.

### Парфуми, засоби догляду за шкірою, косметика

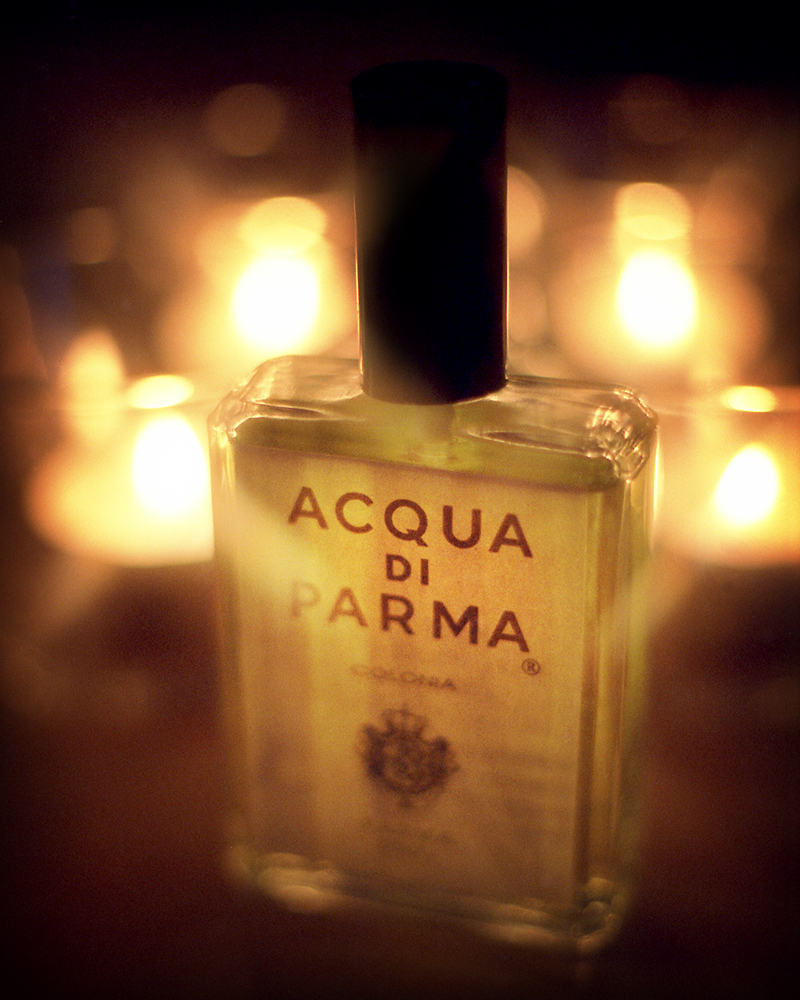

- 1828 Guerlain
- 1916 Acqua di Parma
- 1947 Parfums Christian Dior
- 1957 Parfums Givenchy
- 1976 Benefit Cosmetics[en]
- 1976 Parfums Loewe[en]
- 1985 Fendi Perfumes
- 1988 Parfums Kenzo
- 1991 Fresh
- 2000 Sacks
- 2005 Emilio Pucci Parfums

### Мода: одяг, взуття, сумки
- 1846 Loewe[en]
- 1854 Louis Vuitton
- 1895 Berluti
- 1925 Fendi
- 1942 Rossimoda
- 1945 Celine
- 1947 Emilio Pucci
- 1947 Dior
- 1952 Givenchy
- 1970 Kenzo
- 1984 Donna Karan
- 1984 Marc Jacobs
- 1984 Thomas Pink
- 1991 Stefanobi
- 2009 Nowness

### Роздрібна торгівля: універмаги, Duty Free, магазини на круїзних лайнерах, мережа магазинів парфумерії та косметики
- 1852 Le Bon Marche
- 1870 La Samaritaine
- 1897 Franck et Fils
- 1960 DFS
- 1963 Miami Cruiseline
- 1969 Sephora

### Спиртні напої: вино, шампанське, коньяк, віскі, горілка, ром
- 1573 Wenjun
- 1593 Chateau d'Yquem 1729 Ruinart

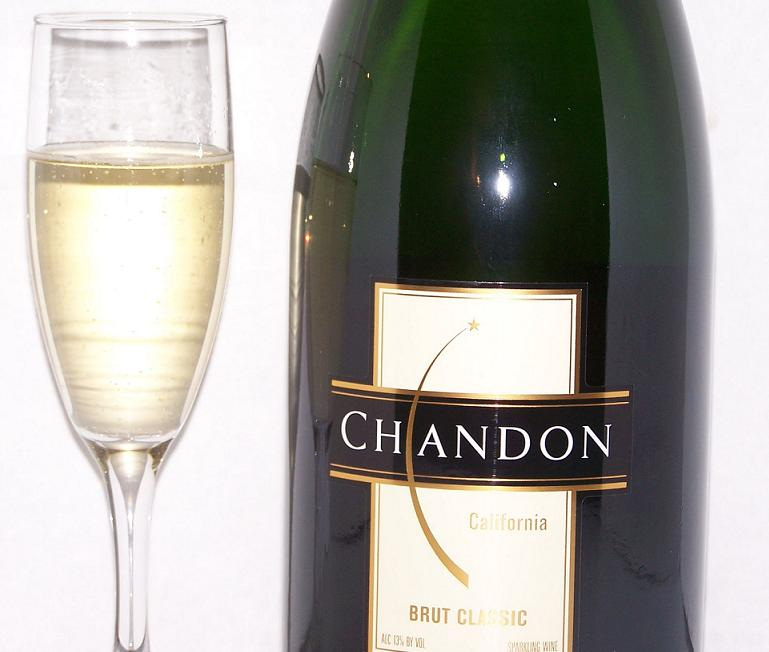

- 1743 Moet et Chandon 1765 Hennessy
- 1772 Vueve Clicquot
- 1815 Ardbeg
- 1832 Chateau Cheval Blanc 1843 Krug
- 1858 Mercier
- 1891 Montaudon
- 1893 Glenmorangie
- 1936 Dom Perignon
- 1960 Domaine Chandon 1976 Cape Mentelle
- 1977 Newton Vineyards 1985 Cloudy Bay
- 1993 Chopin
- 1996 Belvedere
- 1998 Numanthia Termes 2003 Terrazas de los Andes 2003 Cheval des Andes 2005 10 Cane

### Годинники і ювелірні вироби
- 1780 Chaumet
- 1860 TAG Heuer
- 1865 Zenith
- 1865 Fred
- 1975 Dior Watches
- 1980 Hublot[11]